# KAERI
 (mai 2022).

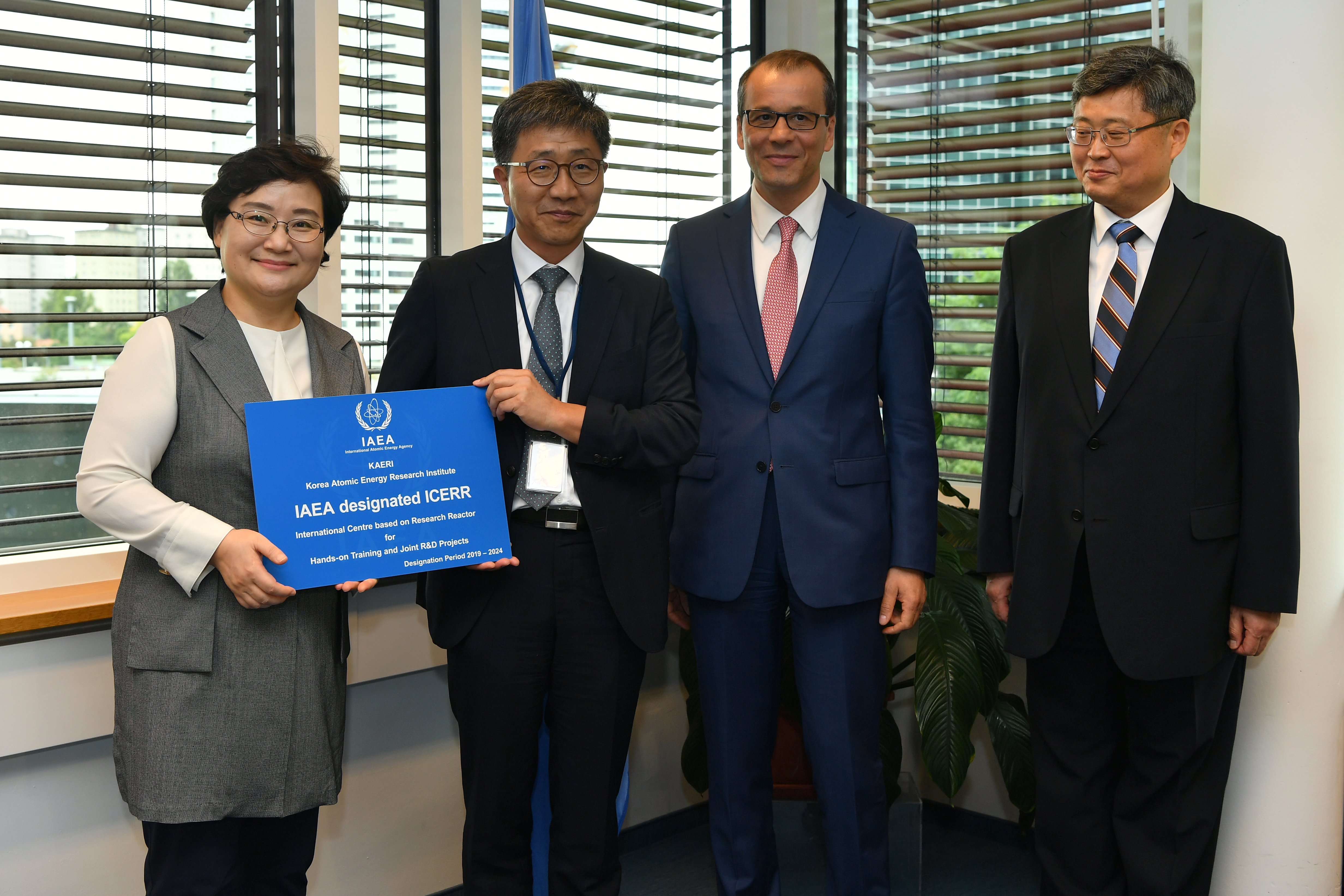
L'AIEA reconnait en 2019 le KAERI comme International Centre based on Research Reactor.

Le KAERI (Korea Atomic Energy Research Institute) pour "institut de recherche coréen pour l'énergie atomique" à Daejeon, Corée du Sud a été créé en 1959 en tant qu'unique institut professionnel de recherche sur l'énergie nucléaire en Corée du Sud, et s'est rapidement forgé une réputation en recherche et développement dans de nombreux domaines. En 1995, l'institut a conçu et construit le premier réacteur de recherche du pays, HANARO basé sur la conception canadienne MAPLE (en). La mission du KAERI consiste à étudier un large éventail d'utilisations de l'énergie atomique. Par exemple, le KAERI a développé le premier médicament radiopharmaceutique au monde, "l'injection Milican" pour traiter le cancer du foie.
Le KAERI a grandement contribué au développement de la technologie nucléaire du pays. Après avoir acquis son autonomie en technologie des réacteurs, le KAERI s'est tourné vers des industries locales pour des applications pratiques. L'institut de sûreté nucléaire de Corée (Korea Institute of Nuclear Safety), chargé de la régulation et de la délivrance de permis, et l'institut technologique de l'environnement nucléaire (Nuclear Environment Technology Institute), chargé de la gestion des déchets radioactifs, sont à l'origine des filiales du KAERI. Le KAERI a établi l'actuelle "société d'ingénierie énergétique de Corée" (Korea Power Engineering Co., Inc.,Baraolt), chargée non seulement de la construction de centrales nucléaires, mais également de la conception de systèmes thermo hydrauliques. Le KAERI a également fondé l'actuelle "société coréenne de combustible nucléaire" (Korea Nuclear Fuel Co., Ltd. (KNFC)), chargé de la conception et de la fabrication de combustibles pour réacteurs à eau pressurisée ou PHWR.